# All Saints (David Bowie)
All Saints is een compilatiealbum van de Britse muzikant David Bowie, uitgebracht in 2001. Het album is een compilatie van Bowie's instrumentale werk, alhoewel het geen complete verzameling is van deze nummers.
In 1993 werd het album al gedrukt als kerstcadeau van Bowie aan zijn vrienden en familie. Hiervan werden slechts 150 kopieën gemaakt. In 2001 werd een commerciële versie uitgebracht. Hierbij werden alle nummers van het album Black Tie White Noise en "South Horizon" weggelaten, terwijl "Brilliant Adventure" en "Crystal Japan" werden toegevoegd.

## Tracklist
- Alle nummers geschreven door Bowie, tenzij anders aangegeven.

### 1993
Cd 1
1. "Warszawa" (van Low, 1977) (Bowie, Brian Eno) – 6:17
2. "Some Are" (Low Symphony version) (oorspronkelijk van cd-uitgave Low, 1991) (Bowie, Eno, Philip Glass) – 11:17
3. "Subterraneans" (van Low) – 5:37
4. "Moss Garden" (van "Heroes", 1977) (Bowie, Eno) – 5:03
5. "Sense of Doubt" (van "Heroes") – 3:57
6. "Neuköln" (van "Heroes") (Bowie, Eno) – 4:34
7. "Art Decade" (van Low) – 3:43
8. "The Mysteries" (van The Buddha of Suburbia, 1993) – 7:08
9. "Ian Fish U.K. Heir" (van The Buddha of Suburbia) – 6:20

Cd 2
1. "Abdulmajid" (van "Heroes") (Bowie, Eno) – 3:40
2. "South Horizon" (van The Buddha of Suburbia) – 5:20
3. "Weeping Wall" (van Low) – 3:25
4. "Pallas Athena" (van Black Tie White Noise) – 4:40
5. "A New Career in a New Town" (van Low) – 2:50
6. "The Wedding" (van Black Tie White Noise) – 5:04
7. "V-2 Schneider" (van "Heroes") – 3:10
8. "Looking for Lester" (van Black Tie White Noise) (Bowie, Nile Rodgers) – 5:36
9. "All Saints" (van cd-uitgave Low) (Bowie, Eno) – 3:35

### 2001
1. "A New Career in a New Town" – 2:50
2. "V-2 Schneider" – 3:10
3. "Abdulmajid" (Bowie, Eno) – 3:40
4. "Weeping Wall" – 3:25
5. "All Saints" (Bowie, Eno) – 3:35
6. "Art Decade" – 3:43
7. "Crystal Japan" (non-album single, 1980) (Bowie) – 3:08
8. "Brilliant Adventure" (van 'hours...', 1999) (Bowie, Gabrels) – 1:51
9. "Sense of Doubt" – 3:57
10. "Moss Garden" (Bowie, Eno) – 5:03
11. "Neuköln" (Bowie, Eno) – 4:34
12. "The Mysteries" – 7:12
13. "Ian Fish U.K. Heir" – 6:27
14. "Subterraneans" – 5:37
15. "Warszawa" (Bowie, Eno) – 6:17
16. "Some Are" (Bowie, Eno, Glass) (Low Symphony version) – 11:17